# 괴츠 폰 베를리힝겐

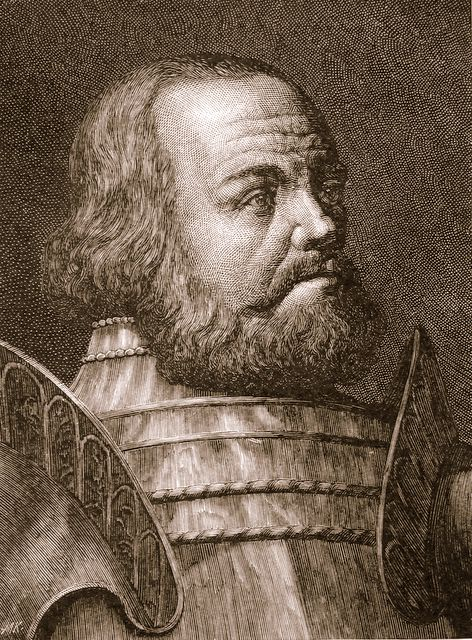
17세기 판화.

고트프리트 "괴츠" 폰 베를리힝겐 추 호른베르크(독일어: Gottfried „Götz“ von Berlichingen zu Hornberg: 1480년 11월 15일 ~ 1562년 7월 23일)는 중세 후기 신성로마제국의 제국기사, 용병, 시인이다.
1480년경 오늘날의 바덴뷔르템베르크 지역의 귀족 가문인 베를리힝겐가에서 태어났다. 1517년 호른베르크성을 구매해 그 성주가 되어 1562년까지 거기서 살다 죽었다. 1498년부터 1544년까지 47년간 다양한 전장을 누볐으며, 대개 용병으로서 이쪽저쪽 편을 바꿔가며 고용되었다.